# Castellar de n'Hug
Castellar de n'Hug (Castellar de Nuch en castillan) est une commune de la communauté de Catalogne en Espagne, située dans la Province de Barcelone. Elle appartient à la comarque de Berguedà.

## Politique et administration

### Jumelages
- Castellar del Vallès, Catalogne,  Espagne

## Personnalités liées à la commune
- Lluís Homs (1868-1956), architecte. Il construit avec Eduard Ferrés i Puig le chalet du Clot del Moro (1904), près de l'usine Asland[1].

## Population et société

### Démographie
| 1497 | 1515 | 1553 | 1717 | 1787 | 1857  | 1877 | 1887 | 1900 |
| ---- | ---- | ---- | ---- | ---- | ----- | ---- | ---- | ---- |
| 5 f  | 5 f  | 13 f | 176  | 638  | 1 013 | 883  | 611  | 573  |

| 1910 | 1920 | 1930 | 1940 | 1950 | 1960 | 1970 | 1981 | 1990 |
| ---- | ---- | ---- | ---- | ---- | ---- | ---- | ---- | ---- |
| 632  | 698  | 616  | 441  | 415  | 422  | 197  | 145  | 187  |

| 1992 | 1994 | 1996 | 1998 | 2000 | 2002 | 2004 | 2006 | - |
| ---- | ---- | ---- | ---- | ---- | ---- | ---- | ---- | - |
| 159  | 160  | 172  | 175  | 188  | 192  | 191  | 198  | - |

Note : population exprimée en nombre de feux pour 1497, 1515 et 1553.

### Manifestations culturelles et festivités
- Marche des contrebandiers : randonnée entre Osséja (Pyrénées-Orientales) et Castellar de n'Hug, depuis 1991, en juin[2].